# 野々市町農業協同組合
野々市町農業協同組合（ののいちまちのうぎょうきょうどうくみあい）は、かつて石川県石川郡野々市町本町に本所を置いていた農業協同組合。愛称はJA野々市町。

## 沿革
- 1948年（昭和23年）2月 - 野々市町農業協同組合発足。
- 2007年（平成19年）4月 - 解散。野々市農業協同組合へ移行。

## 店舗・施設
※2007年解散時時点
- JA野々市町押野支所（現在のJAののいち押野ふれあいセンター）
- JA野々市町郷支所（現在のJAののいち郷ふれあいセンター）
- JA野々市町本町支店（現在のJAののいち本町支店）